# Jana Kramer
Jana Rae Kramer (Detroit, 2 de desembre de 1983) és una cantant de música country i cantant estatunidenca. És coneguda pel seu paper com Alex Dupre a la sèrie de televisió One Tree Hill.
Kramer va començar la seva carrera musical el 2012 i ha apublicat dos àlbums: Jana Kramer (2012) i Trenta Un (2015). Els àlbums van produir set singles que van entrar a les llistes Hot Country Songs i Country Airplay, incloent dos top 10 "Why Ya Wanna" i "I Got the Boy". Va competir a la temporada 23 de Dancing with the Stars (Ballant amb les Estrelles), on va acabar en quart lloc.

## Inicis
Kramer va néixer a Rochester Hills, Michigan. Filla de Nora i Martin Kramer, ambdós d'origen alemany. Kramer Va anar a l'institur Rochester Adams. Parla una mica d'alemany. Té un germà, Steve.

## Carrera

### 2002–2011: carrera com a actriu i contracte discogràfic
El 2002, Kramer va fer el seu debut com a actriu en la pel·lícula de terror independent de baix pressupost Dead/Undead (morta/no-morta). L'any següent Kramer va aparèixer a All my Children (tots els meus nens), que va marcar el seu debut televisiu. De llavors ençà Kramer va continuar apareixent en diverses sèries de televisió com CSI: Crime Scene Investigation, Anatomia de Grey, CSI: NY i Private Practice. També va tenir petits papers secundaris en pel·lícules com Return of the Living Dead: Necropolis, Click, Prom Night, Heart of the Country, Country Crush. També va sortir a Spring Brakdown.
El 2007, Kramer va aparèixer en un paper recurrent en la sèrie dramàtica de televisió de NBC Friday Night Lights (Llums del Divendres a la Nit). Va fer el paper de Noelle Davenport en la segona temporada de la sèrie. El 2008, Kramer va aparèixer al canal The CW, a la sèrie 90210, un reboot de la sèrie de televisió per adolescents dels anys 90 Beverly Hills 90210. Kramer va fer el paper de l'estudiant d'institut Portia Ranson i va estrenar-s'hi en el segon episodi de la primera temporada "The Jet Set". El seu paper va durar sis episodis i Kramer va fer la seva aparició final en el capítol "The Party's Over (la festa s'ha acabat)", que es va emetre el 5 de maig de 2009. El 2009, Kramer va aparèixer en la sèrie d'HBO Entourage. Kramer feia de noia d'una sororitat noia que seduïa el personatge Turtle (Jerry Ferrara), i va sortir en quatre episodis.
El juny de 2009, es va anunciar que Kramer sortiria en la sèrie de drama de The CW en la setena temporada de One Tree Hill. Kramer va fer el paper d'Alex Dupre, una actriu i famosa amb habituals aparicions a la premsa rosa que es converteix en la nova cara de la línia de moda de Brooke Davis, "Clothes Over Bros (roba abans que nois)", i dificulta les vides dels habitants de Tree Hill. Kramer va debutar en el primer episodi de la temporada. Inicialment el paper de Kramer a la sèrie havia de ser recurrent, però la van ascendir a regular en el catorzè episodi de la temporada, "Family Affair". El març de 2012, Kramer va anunciar no apareixeria regularment en la novena i última temporada de la sèrie per tal de centrar-se en la seva carrera musical. Kramer va fer la seva aparició final en el segon episodi de la novena temporada, "In the Room Where You Sleep", que es va emetre el 18 de gener de 2012.
El febrer de 2011, Kramer va signar un contracte amb Elektra Records. Aquell mateix mes ella va estrenar la seva pista promocional, "I Won't Give Up (no em rendiré)", que es va estrenar en l'episodi de One Tree Hill "Holding Out for a Hero", i va ser llançat el dia següent exclusivament a iTunes i Amazon. La cançó va assolir el número 75 en la llista Billboard Hot 100 dels Estats Units. El mes següent Kramer va començar a treballar en el seu àlbum de debut. El productor de música country Scott Hendricks va produir la majoria de l'àlbum. L'abril de 2011, Kramer va llançar una altra pista promocional, titulada "Whiskey", cançó que també va cantar a One Tree Hill. La cançó va assolir el número 99 en la llista Billboard Hot 100 en vendes digitals.

### 2012–present:Jana Kramer, iDancing with the Stars (Ballant amb les Estrelles)
El febrer de 2012, Kramer va ser contractada com a protagonista a la pel·lícula de cinema independent, Heart of the Country, en el paper d'una jove dona privilegiada, Faith Carraday, qui està seguint el seu somni de guanyar-se la vida al món de l'espectacle però ho deixa tot per traslladar-se a Carolina del Nord després que el seu marit vagi a presó pel frau de Wall Street. Kramer també signa per una pel·lícula de terror titulada El Gatekeeper.

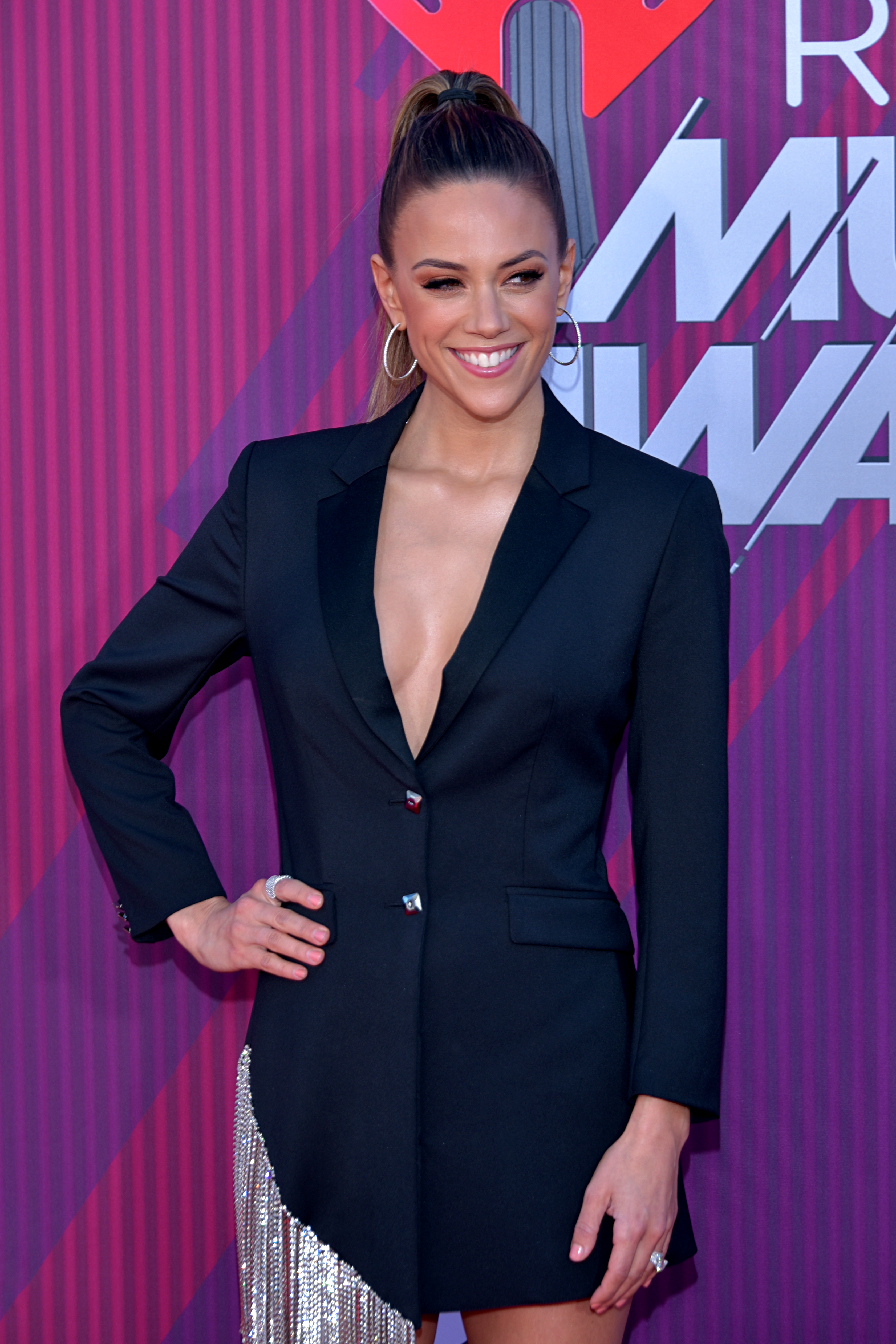
Jana Kramer als iHeartRadio Music Awards 2019 a Los Angeles.

El 16 de gener de 2012, Kramer va llençar el seu primer single oficial, "Why You Wanna". Kramer va estrenar el vídeo oficial, dirigit per Kristin Barlowe, el 6 de febrer de 2012. La cançó va arribar fins al número 52 a la llista Billboard Hot 100 dels Estats Units i al número 3 a la llista Billboard Hot Country Songs. "Whiskey" va ser el segon single oficial de l'àlbum.. L'1 de juny de 2012, Kramer va fer primer actuació televisada en directe a Fox & Friends per promoure el seu àlbum de debut. Va cantar "Why Ya Wanna" davant d'una multitud de fans a Nova York. El 5 de juny de 2012, Kramer va llançar el seu àlbum debut, autotitulat Jana Kramer. El disc va rebre ressenyes positives de crítics amb molts d'ells elogiant la seva actuació vocal.
El 5 de juny de 2013, Nationwide lnsurance va llançar el primer d'una sèrie d'anuncis en la seva campanya "Join the Nation", presentant Kramer com una dona sigilosa vestida amb pell negra que segueix un equip de lladres i reemplaça els elements que roben amb versions més noves per promoure la iniciativa de Nationwide "Brand New Belongings (pertinences noves de trinca)". Nationwide havia contractat Kramer per cantar el Nationwide jingle l'agost de 2012. Un segon anunci, va llançat l'abril de 2014, va presentar el personatge de Kramer substituint elements en apartament ennegrit pel foc per promoure l'assegurança de llogaters de Nationwide. El novembre de 2014, Jana va reprendre el seu paper amb Nationwide, aquesta vegada com un personatge inspirat en el Pare Noel, que substitueix objectes durant les vacances de Nadal. El soci publicitari de Nationwide, McKinney, va ser l'encarregat dels spots.
El juliol de 2013, Kramer va ser la telonera de Blake Shelton en el seu Ten Times Crazier Tour (Tour Deu Vegades Més Boig) a Virginia Beach, VA. L'agost de 2013, la pel·lícula independent que Approaching Midnight (acostant-se a mitjanit), on sortia Kramer, es va estrenar a l'Emagine Royal Oak a Michigan.
El 30 d'agost de 2016, Kramer va ser anunciat com una de les famoses que competirien en la temporada 23 de Dancing with the Stars (Ballant amb les Estrelles). La van posar de parella partnered amb el ballarí professional Gleb Savchenko. Kramer i Savchenko van arribar a les finals del programa i van acabar en 4t lloc.

## Vida personal
Kramer es va casar amb Michael Gambino el 2004. Van divorciar-se uns mesos més tard, després que Kramer patís violència domèstica severa que el 2005 va portar a Gambino a una condemna per temptativa d'assassinat. El 22 de desembre de 2009, Kramer comprometre's amb l'actor Johnathon Schaech, qui havia conegut mentre treballaven a Prom Nitght. Van casar-se el 4 de juliol de 2010, a Michigan. La parella es van separar un mes més tard. El seu divorci va finalitzar el juny 2011. Kramer va conèixer el cantant de música country Brantley Gilbert el juny de 2012 als CMT Music Awards. Més tard van començar a sortir i van comprometre's el 20 de gener de 2013, el dia del 28è aniversari d'ell, però van acabar la seva relació l'agost 2013.
L'agost de 2014, Kramer va començar a sortir amb el jugador dels Washington Redskins Mike Caussin, a qui va conèixer per Twitter. Va anunciar setmanes més tard a les xarxes socials, tanmateix, que havien tallat perquè ell l'havia enganyada. Poc després, ella el va perdonar públicament, i van reprendre la seva relació.
Durant la setmana dels CMA el novembre de 2014, Kramer va parlar per primer cop sobre la seva relació fallida amb Gilbert, dient que es trobava en un mal moment i com a resultat, va triar una mala relació. Va parlar de la seva relació amb Caussin dient que ara es trobava en un moment sa i en una relació sana. Kramer i Caussin van comprometre's el desembre de 2014 en el 31è aniversari d'ella, i van casar-se el 22 de maig de 2015.
El 10 d'agost de 2015, la parella va revelar que esperaven el seu primer fill, una nena. Kramer va donar a llum a la seva filla, Jolie Rae Caussin, el 31 de gener de 2016, a Nashville. L'agost de 2016, Kramer i Caussin es van separar degut a l'entrada de Caussin a una clínica de reahbilitació per motius que no van revelar. Van reconciliar-se l'any següent i van renovar els seus vots el desembre de 2017. El juliol de 2018, Kramer va anunciar estava esperant el seu segon fill, un nen. Va donar a llum al seu fill, Jace Joseph Caussin, el 29 de novembre de 2018. L'abril de 2018, Kramer i Caussin va compartir la seva batalla amb l'adicció d'ell al sexe, revelant que aquesta era una de les causes de les seves infidelitats. Kramer ha declarat que està orgullosa d'haver-se mantingut al costat de Caussin mentre passava per un programa de recuperació de 12 passos.

## Filmografia

### Pel·lícules
| Any  | Títol                                 | Paper                | Notes                              |
| ---- | ------------------------------------- | -------------------- | ---------------------------------- |
| 2002 | Dead/Undead                           | Alice St. James      |                                    |
| 2003 | The Passage                           | Cambrera a l'Alvin's |                                    |
| 2003 | Blood Games                           | Mestressa Tiamat     | Apareix als crèdits com a Jana Rae |
| 2005 | Blue Demon                            | Carrie               |                                    |
| 2005 | Return of the Living Dead: Necropolis | Katie Williams       |                                    |
| 2006 | Click                                 | Julie                |                                    |
| 2007 | Boxboarders!                          | Victoria             |                                    |
| 2008 | Prom Night                            | April                |                                    |
| 2008 | Bar Starz                             | Ryann                |                                    |
| 2008 | The Poker Club                        | Trudy Todaro         |                                    |
| 2009 | Laid to Rest                          | Jamie                |                                    |
| 2009 | Spring Breakdown                      | Seven #2             |                                    |
| 2013 | Heart of the Country                  | Faith Carraday       |                                    |
| 2013 | Approaching Midnight                  | Aspen                |                                    |
| 2016 | Country Crush                         | Katherine            |                                    |
| 2018 | Support the Girls                     | Shaina               |                                    |
| 2019 | Christmas in Louisiana                | Sarah                |                                    |

### Televisió
| Any     | Títol                   | Funció           | Notes                                                    |
| ------- | ----------------------- | ---------------- | -------------------------------------------------------- |
| 2006    | CSI: NY                 | Paige Rowand     | Episodi 3.10: "Sweet 16"                                 |
| 2007    | Friday Night Lights     | Noelle Davenport | 7 episodis                                               |
| 2008    | Can You Duet            | Ella             | Episodi 1.01 "Open Auditions" Episodi: "Workshop Week 1" |
| 2008    | Anatomia de Grey        | Lola             | Episodi: "Freedom" (Parts 1 & 2)                         |
| 2008–09 | 90210                   | Portia Ranson    | 5 episodis                                               |
| 2009    | Private Practice        | Lyla             | Episodi 2.19: "What Women Want"                          |
| 2009    | Entourage               | Brooke Manning   | 3 episodis                                               |
| 2009–12 | One Tree Hill           | Alex Dupre       | Paper principal en les temporades 7–9 (43 episodis)      |
| 2013    | Dance Moms              | Ella             | Episodi 4.01: "Welcome Back... Now don't get too comfy"  |
| 2016    | Dancing with the Stars  | Ella             | Concursant en la temporada 23                            |
| 2016    | Country Crush           | Kat              | Pel·lícula televisiva                                    |
| 2017    | Amor al primer lladruc  | Julia            | Pel·lícula televisiva (Hallmark)                         |
| 2017    | Christmas in Mississipi | Holly Logan      | Pel·lícula televisiva (Lifetime)                         |

## Dancing with the Stars (Ballant amb les estrelles)
El 30 d'agost de 2016, Kramer va ser anunciada com una de les celebritats que competirien en la temporada 23 de Dancing with the Stars (Ballant amb les Estrelles). Va tenir de parella el ballarí professional Gleb Savchenko. Kramer I Savchenko va arribar a la final del concurs i van acabar en 4t lloc.
| Setmana #     | Cançó/de ball                                                                  | La puntuació dels jutges | La puntuació dels jutges | La puntuació dels jutges | La puntuació dels jutges | Resultat                          |
| Setmana #     | Cançó/de ball                                                                  | Inaba                    | Goodman                  | Hough                    | Tonioli                  | Resultat                          |
| 1             | Viennese Waltz / "Dangerous Woman"                                             | 7                        | 6                        | 6                        | 8                        | Cap Eliminació                    |
| 2             | Tango / "I don't Want to Be"                                                   | 7                        | 8                        | 7                        | 7                        | Segur                             |
| 3             | Jive / "Too Many Fish in the Sea"                                              | 6                        | 7                        | 6                        | 7                        | Segur (Immunitat)                 |
| 4             | Foxtrot / "Here Comes the Sun"                                                 | 8                        | —                        | 7                        | 8                        | Últim en ser anunciat com a Segur |
| 5             | Contemporani / "In My Daughter's Eyes "                                        | 9                        | —                        | 8                        | 9                        | Cap Eliminació                    |
| 6             | Tango Argentí / "Hands to Myself"                                              | 10                       | 101                      | 10                       | 10                       | Segur                             |
| 7             | Samba / "Get Down Tonight Equip Freestyle / "Embrace"                          | 8 8                      | 8 9                      | 9 9                      | 9 9                      | Últim en ser anunciat com a Segur |
| 8             | Jazz / "Little Shop of Horrors" Competició de Salsa / "Magic"                  | 9 Guanyat                | — 3                      | 9 Extra                  | 9 Punts                  | Segur                             |
| 9             | Waltz / "She Used to be Mine" Ball per equips (Contemporani) / "Bird Set Free" | 10 10                    | 10 10                    | 10 10                    | 10 10                    | Últim en ser anunciat com a Segur |
| 10 Semifinals | Quickstep / "Go Mamma" Trio Paso Doble / "Kill of the Night"                   | 9 10                     | — —                      | 9 10                     | 10 10                    | Segur                             |
| 11 Finals     | Tango / "Stay the Night" Freestyle / "Unstoppable"                             | 8 9                      | 9 9                      | 9 9                      | 9 9                      | Eliminat                          |

## Discografia
- Jana Kramer (2012)
- Thirty One (2015)

## Premis i nominacions
| Any  | Associació                        | Categoria                                      | Resultat [citation necessitat] |
| ---- | --------------------------------- | ---------------------------------------------- | ------------------------------ |
| 2012 | American Country Awards           | Artista nou de l'Any                           | Nominat                        |
| 2012 | American Country Awards           | Single d'un Artista Nou: "Why Ya Wanna"        | Nominat                        |
| 2012 | American Country Awards           | Vídeo musical d'un Artista Nou: "Why Ya Wanna" | Nominat                        |
| 2013 | ACM Awards                        | Millor Nova Artista Femenina                   | Guanyador                      |
| 2013 | ACM Awards                        | Millor Nou Artista                             | Nominat                        |
| 2013 | CMT Music Awards                  | Vídeo de l'Any - dona: "Why Ya Wannal"         | Nominat                        |
| 2013 | CMT Music Awards                  | Vídeo revelació de l'Any: "Why Ya Wanna"       | Nominat                        |
| 2016 | ACM Awards                        | Vocalista Femenina de l'Any                    | Nominat                        |
| 2016 | American Country Countdown Awards | Femella revelació de l'Any                     | Nominat                        |
| 2016 | American Country Countdown Awards | Vocalista Femenina de l'Any                    | Nominat                        |